# Арк инвест
„Арк инвест“ е американска компания за управление на инвестиции в иновативни технологии, основана от Кати Ууд през 2014 година във Флорида. Фирмата управлява няколко борсово търгувани фонда, които инвестират в дялове на компании, свързани с нови и иновативни технологии.

## История
След като „Арк инвест“ бива създадена през 2014 година, целта на фимата е да се фокусира върху инвестирането в компании, свързани с различни видове иновации. През цялата си кариера фокусът на Кати върху иновациите я накара да осъзнае, че технологиите все повече размиват границите между различните сектори. В резултат на това тя вярва, че традиционният изследователски свят не е създаден да следва иновативните компании. Чрез проучване в различни сектори, индустрии и пазари, „Арк инвест“ се стреми да идентифицира компании, които са водещи и се възползват от междусекторни иновации като роботика, съхранение на енергия, ДНК последователност, изкуствен интелект и блокчейн технология. „Арк инвест“ става популярна най-вече през 2020 година със своята прогноза за цената на акциите на компанията за електромобили „Тесла“. През началото на 2020 година цената на акциите на „Тесла“ се търгуват на цена от 100 долара, което се случва по същото време, когато от „Арк инвест“ правят прогноза за цена от 3000 долара на акция до 2025 година. Към 1 януари 2022 цената на акцията на „Тесла“ се търгува на цена от 1200 долара.

## Борсово търгувани фондове
„Арк инвест“ управлява 9 борсово търгувани фондове, свързани с иновативните технологии. Това включват:
1. Борсово търгуван фонд за иновации със символ ARKK, създаден през 2014 година.
2. Борсово търгуван фонд за следващо поколение интернет със символ ARKW, създаден през 2014 година.
3. Борсово търгуван фонд за геномна революция със символ ARKG, създаден през 2014 година.
4. Борсово търгуван фонд за автономни технологии и роботика със символ ARKQ, създаден през 2014 година.
5. Борсово търгуван фонд за 3D принтиране със символ PRNT, създаден през 2016 година.
6. Борсово търгуван фонд за Израелски иновативни технологии със символ IZRL, създаден през 2017 година.
7. Борсово търгуван фонд за финтех иновации със символ ARKF, създаден през 2019 година.
8. Борсово търгуван фонд за транспарентни технологии със символ CTRU, създаден през 2021 година.
9. Борсово търгуван фонд за изследване на космоса и иновации със символ ARKX, създаден през 2021 година.